# Somatochlora elongata
Somatochlora elongata är en trollsländeart som först beskrevs av Samuel Hubbard Scudder 1866.  Somatochlora elongata ingår i släktet glanstrollsländor, och familjen skimmertrollsländor. Inga underarter finns listade i Catalogue of Life.

## Bildgalleri

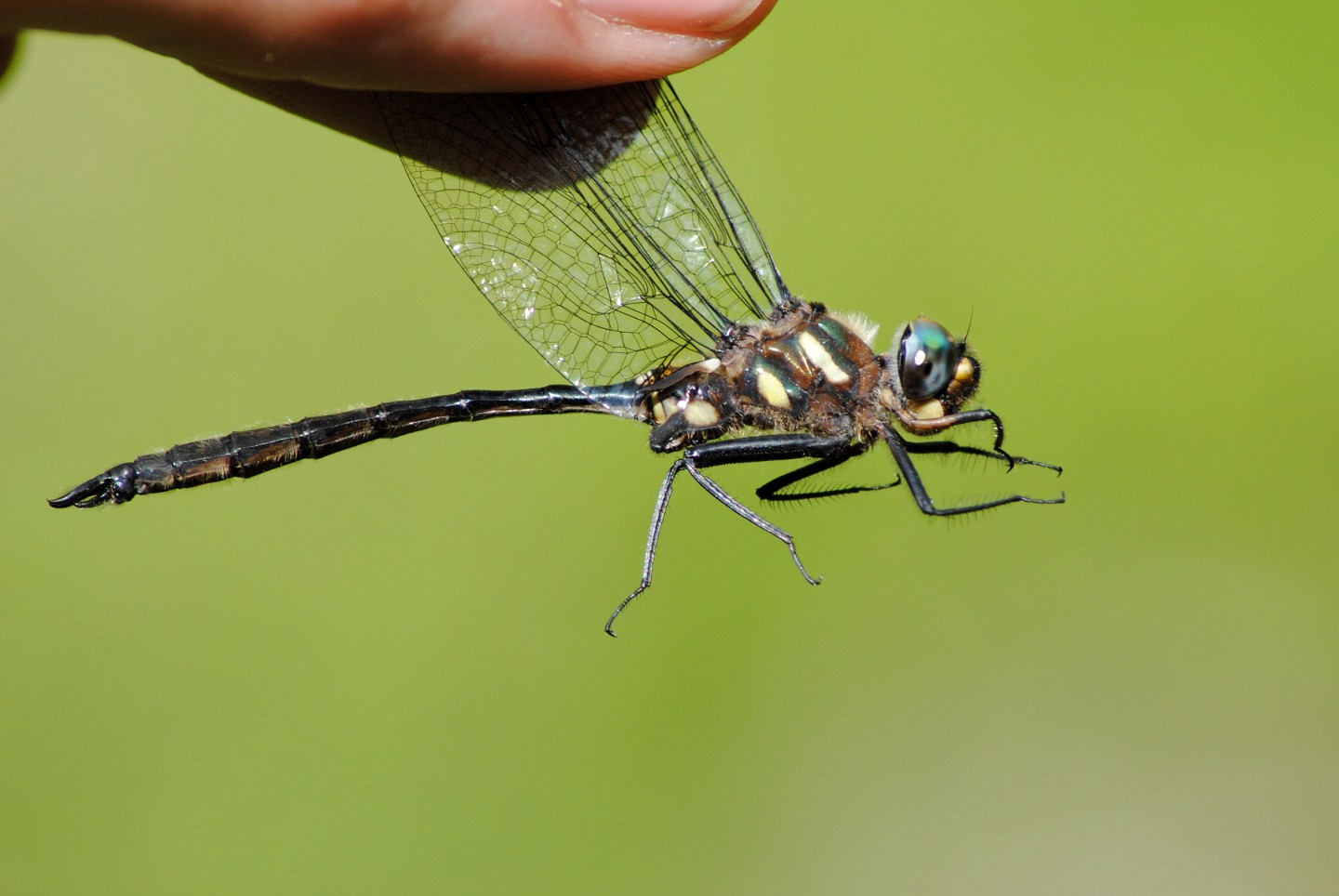